# Alcantarilha
Alcantarilha is een Portugese plaats in de gemeente  Silves. De plaats heeft een oppervlakte van 19,54 km² en 2347 inwoners. De bevolkingsdichtheid is 120,1 personen/km².
De kerk van Alcantarilha heeft een kleine kapel aan de zijkant die veel aandacht trekt van toeristen. De muren zijn vervaardigd uit honderden menselijke schedels en dijbenen. Pechão heeft een vergelijkbaar ossuarium.

## Externe links

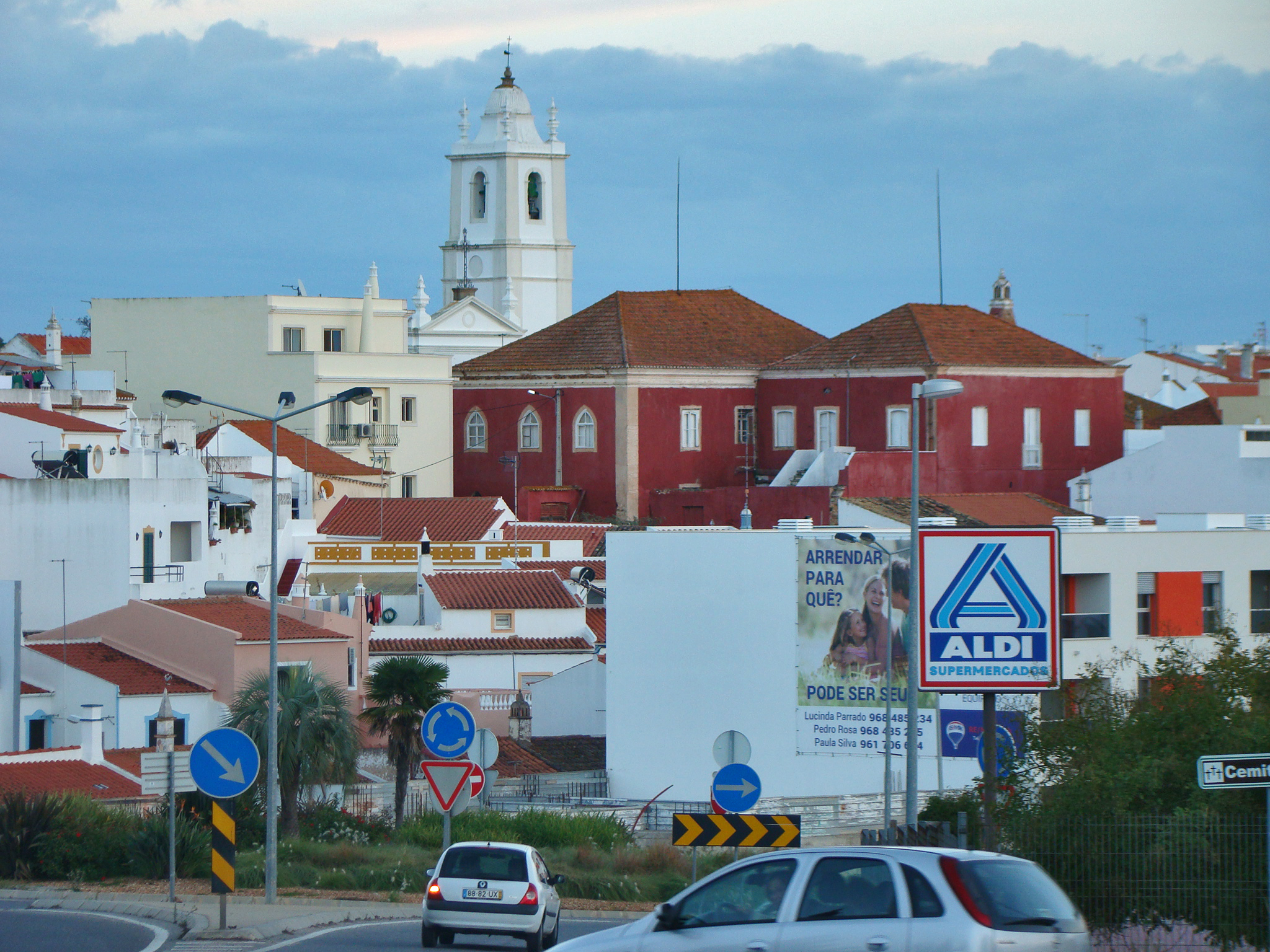